# تاج‌آباد (رابر)
تاج‌آباد (بافت)، روستایی از توابع بخش رابر شهرستان رابر در استان کرمان ایران است.

## جمعیت
این روستا در دهستان رابر قرار دارد و براساس سرشماری مرکز آمار ایران در سال ۱۳۸۵، جمعیت آن زیر سه خانوار بوده‌است.